# Bopparder Hamm
Der Bopparder Hamm ist die größte Schleife des Rheins, vergleichbar mit der Saarschleife von Mettlach. Der Name Hamm leitet sich wohl von dem lateinischen Wort hamus ab, was so viel wie Haken bedeutet und auf die S-Form der Rheinschleife anspielt. Der Name Bopparder Hamm ist jedoch vor allem mit dem dort linksrheinisch befindlichen Weinbaugebiet des Mittelrheins verknüpft.

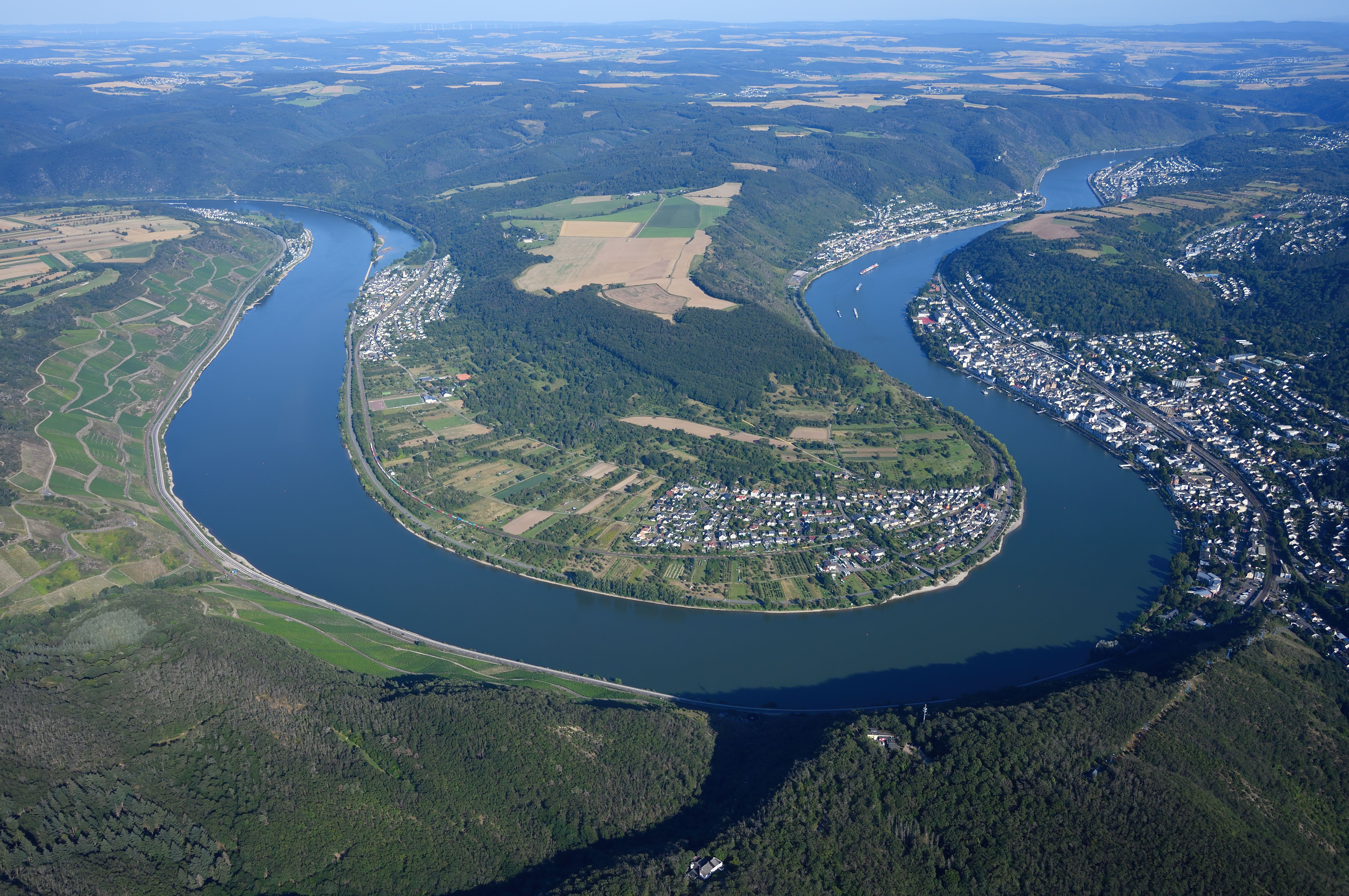
Der Bopparder Hamm aus der Luft gesehen

## Geographie
Der Bopparder Hamm liegt zwischen Boppard und Spay im Oberen Mittelrheintal, dem Abschnitt des Rheins, der seit 2002 zum Weltkulturerbe der UNESCO gehört, etwa zwölf Kilometer südlich von Koblenz. Er umfasst ungefähr die Rheinkilometer 571,5 bis 576,5. Unterhalb der linksrheinischen Hänge existierte bis zum Dreißigjährigen Krieg das Dorf Peternach, nach seiner Zerstörung wurde es dauerhaft zur Wüstung.

## Klima
Die Flussbiegung sorgt auf den linksrheinischen Hängen für die Südlage der Weinberge, der Hunsrück schirmt diese von den feuchten Westwinden ab. Der Rhein dient hierbei zusätzlich als Wärmespeicher und der Schieferboden reflektiert die Sonnenstrahlen. Dieses trockene und warme Klima eignet sich besonders für den Weinanbau und sorgt für eine in diesen Breiten einzigartige Flora und Fauna.
- Temperatur im Jahresdurchschnitt: 10 °C
- Niederschlag im Jahresdurchschnitt: 590 Millimeter

## Nutzung

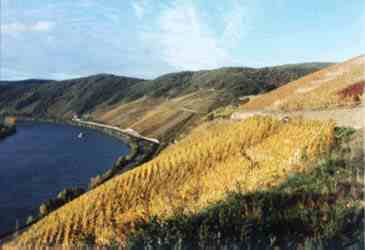
Blick auf die Weinlagen des Bopparder Hamms

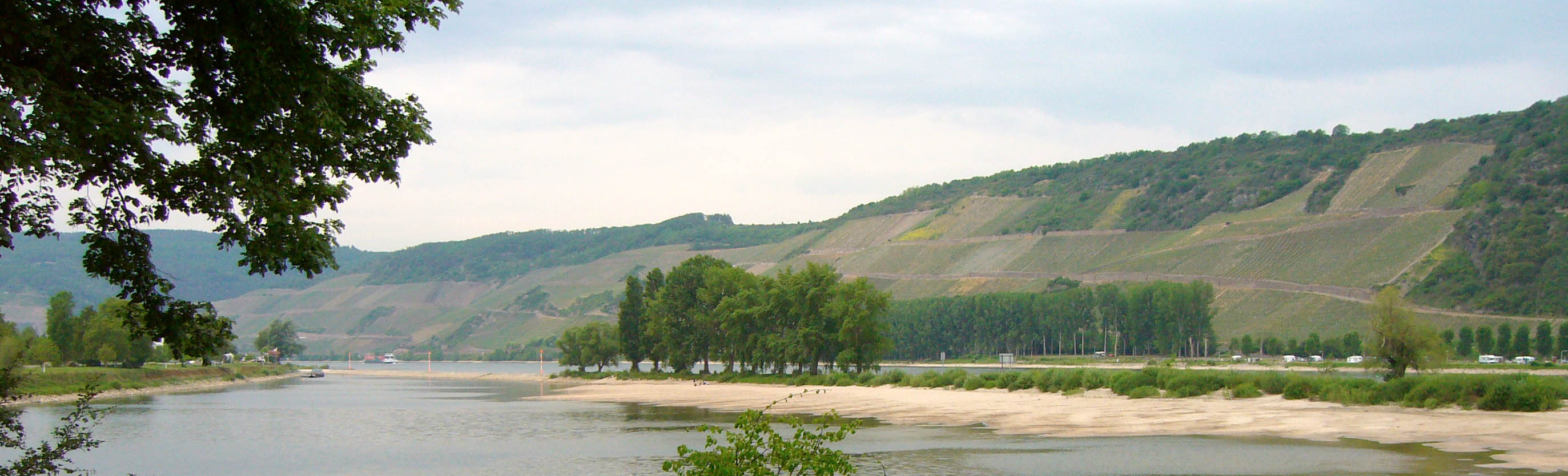
Weinberge am Bopparder Hamm

Die linksrheinischen Hänge bilden mit ca. 75 ha die größte zusammenhängende Rebfläche des Weinanbaugebietes Mittelrhein. Die Hauptrebsorten sind Riesling, Rivaner und Spätburgunder. Durch die Steilheit der Weinberge und die klimatischen Bedingungen (durchgehende Südlage, idealer Neigungswinkel zur Sonne sowie die nahen Wasserflächen des Rheins als Wärmespeicher) wachsen hier Weine von hoher Qualität. Der Bopparder Hamm wird von Winzern der benachbarten Gemeinden Boppard und Spay sowie aus dem auf der gegenüberliegenden Rheinseite gelegenen Osterspai bewirtschaftet. Die Winzerfamilien bebauen ihre eigenen Rebflächen, verarbeiten ihre Trauben selbst zu Wein und vermarkten ihn eigenständig. Der Weinanbau am Steilhang (Neigung bis über 80 %) erfolgt überwiegend in Handarbeit. Rebschnitt, Laubarbeit und Weinlese werden manuell durchgeführt. Zurzeit gibt es im Bopparder Hamm 11 Vollerwerbswinzer, wovon ein Winzer Mitglied im Verband Deutscher Prädikatsweingüter (VDP) ist. Die Jahresproduktion liegt (stark witterungsabhängig) bei ungefähr 600.000 Litern.

### Weinlagen innerhalb des Bopparder Hamms
Der Oberbegriff für die hier erzeugten Weine ist Bopparder Hamm. Die Großlage heißt Gedeonseck. Als engere geographische Bezeichnung dienen die Einzellagen:
- Engelstein, 1,97 ha, Große Lage nach VDP-Lagenklassifikation
- An der Rabenlay, 1,5 ha, Große Lage nach VDP
- Ohlenberg, 7,25 ha, Große Lage nach VDP
- Feuerlay, 15,32 ha, Große Lage nach VDP
- Mandelstein, 12,44 ha, Große Lage nach VDP
- Weingrube
- Fässerlay, Große Lage nach VDP
- Elfenlay

## Geschichte des Weinbaus

Blick von der Cäcilienhöhe über Boppard Richtung Bopparder Hamm

Da in Boppard Mitte des 4. Jahrhunderts nach Christus das römische Kastell Bodobrica errichtet wurde und Wein dort ein Bestandteil der Truppenverpflegung war, geht man davon aus, dass schon zu dieser Zeit Wein im Bopparder Hamm angebaut wurde. Nach dem Abzug der Römer führten die Franken den Weinanbau in ihren Königspfalzen (so auch in Boppard) fort. Im Jahr 643 wird der Weinbau in Boppard erstmals urkundlich erwähnt. Die Weinberge waren zu dieser Zeit und noch bis ins späte Mittelalter im Besitz von Adligen, der großen Klöster und Stifte (Fulda, Hildesheim) oder gehörten direkt zum Reichsgut und wurden erst von unfreien, später von freien Lehnsmännern bewirtschaftet. Auf den Reichsbesitz deutet noch heute die Lagenbezeichnung Fässerlay (abgeleitet von fess = Fiskus und lay = Felsen) hin. Das ganze Mittelalter hindurch und bis in die Neuzeit war der Wein das Hauptwirtschaftsgut in Boppard.
Ab dem späten Mittelalter wurde der Weinbau im Bopparder Reich vor allem von kleinen Familienbetrieben getragen. Beinahe jeder Gewerbetreibende in Boppard bearbeitete im Nebenerwerb auch einen kleinen Wingert, es gab jedoch nur wenige hauptberufliche Winzer. Neben der Erbleihe hatten diese auch vermehrt eigenen Grundbesitz im Bopparder Hamm. Nach Abschluss jeder Lese wurden vom Bopparder Stadtrat bei einer jährlichen Herbstmahlzeit die Preise festgesetzt. Durch Vererbung entwickelten sich zunehmend viele Klein- und Kleinstparzellen, die kaum noch wirtschaftlich zu bearbeiten waren. Die Folge war ein vor allem auf Quantität ausgerichteter Weinbau. Die Traubensorte Elbling wurde sehr populär, der Preis verfiel zusehends, so dass es – ausgelöst durch schlechte Lesen und hohe Pachten und Zehnten – im 16. und 18. Jahrhundert zu regelrechten Hungersnöten kam. 
Durch die Säkularisation in der napoleonischen Zeit verbesserte sich zwar die Besitzsituation, dafür fielen mit den Klöstern und dem Erzbistum aber potente Abnehmer weg. Gegen Ende des 19. Jahrhunderts führte das epidemieartige Auftreten der Reblaus fast zum Komplettverlust der Ernten. Erst mit der Einführung neuer Rebsorten als Unterlagsreben erholte sich der Weinbau langsam wieder und es wurde zunehmend mehr Wert auf Qualität gelegt. Riesling wurde der mit Abstand meist angebaute Wein im Bopparder Hamm. Die Zersplitterung und die fast nicht vorhandenen Wege waren jedoch nach wie vor ein Problem. Leopold Grillo (1881–1927) trieb den Bau von Weinbergswegen im Bopparder Hamm energisch voran. Jedoch gab es 1946 allein im Mittelhamm immer noch über 2000 Kleinparzellen. Im Vorfeld der Flurbereinigung ergab eine Erhebung des Weinbauamtes Bacharach im Jahr 1967, dass von 170 Weinbergsbesitzern im Bopparder Hamm lediglich ein Betrieb eine Betriebsgröße von über fünf Hektar aufwies, fünf Betriebe lagen zwischen einem und fünf Hektar. Die gesamte Wege-Länge betrug zu dieser Zeit erst 1,3 km (bei einer Gesamtlänge des Bopparder Hamm von 6 km) und der Zugang erfolgte in vielen Teilen ausschließlich von der stark befahrenen Bundesstraße 9 aus über 35 durch Drehkreuze gesicherte Übergänge über die Bahnstrecke.
1966 schaffte eine erste Flurbereinigung im Mittelhamm Abhilfe. Die Parzellenzahl reduzierte sich auf 448 und es wurden über 17 km befestigte und asphaltierte Wege gebaut. Die Zahl der Betriebe (insbesondere im Nebenerwerb) verringerte sich bis 1972 deutlich auf nur noch 51, dagegen wurden die Betriebsflächen größer. Neben den Wirtschaftswegen wurden auch rund 8 km an Stützmauern sowie 1,8 km Flöze zur Wasserführung angelegt. Die Gesamtkosten dieser ersten Flurbereinigung lagen bei rund 8 Millionen DM.
Eine zweite Flurbereinigung ordnete 1985 auch den Vorderhamm neu. Die Rebfläche sank von weit über 100 ha in der Nachkriegszeit auf heute ca. 75 ha. 
Seit Anfang der 1980er-Jahre wurden auch vermehrt früher eher untypische Rotweinsorten angebaut.

## Tourismus

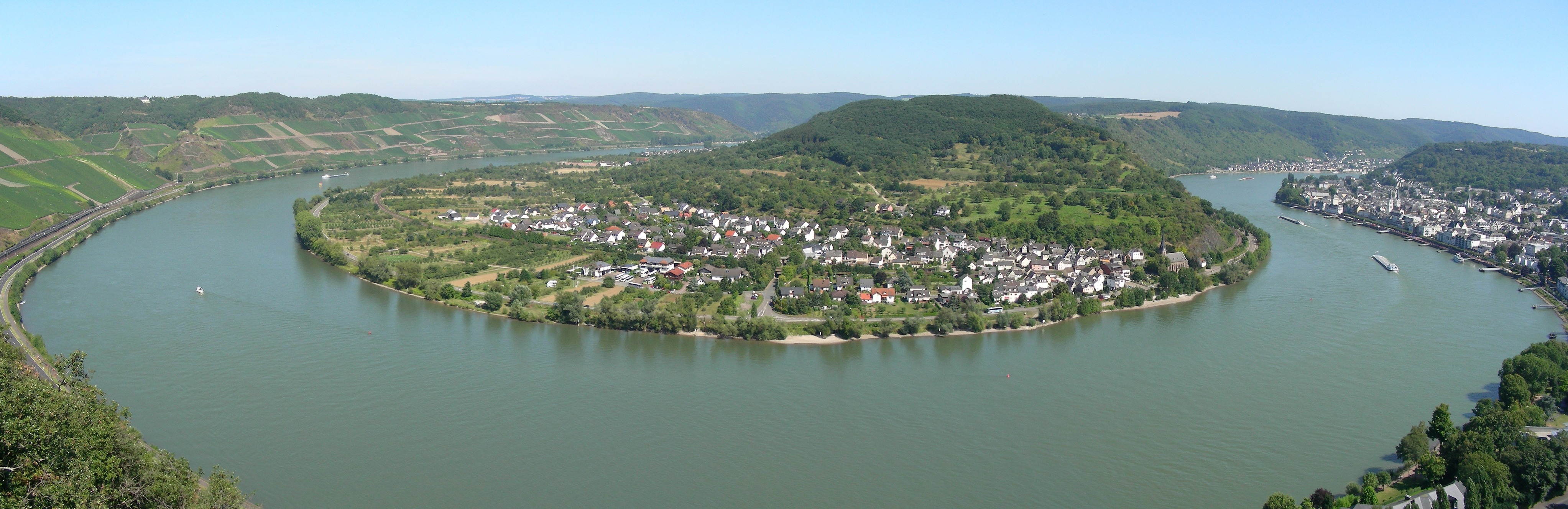
Die Rheinschleife von Gedeonseck

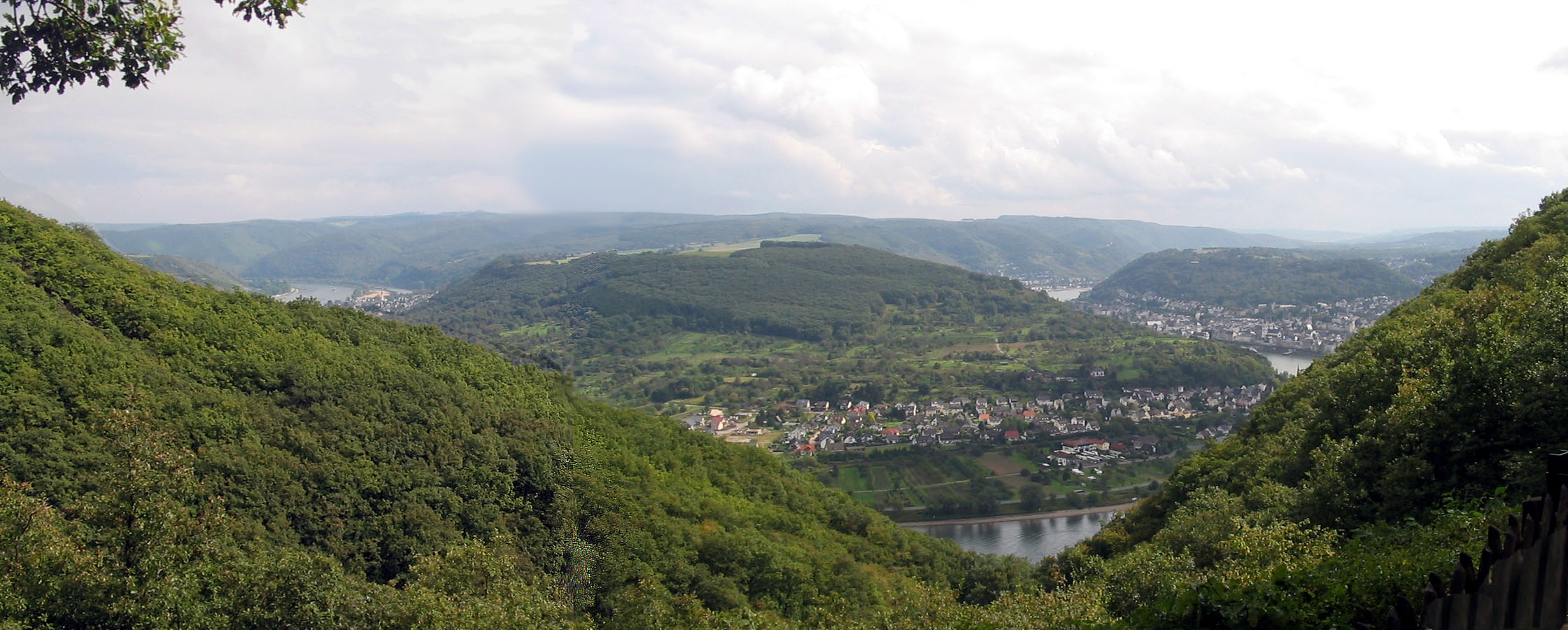
Der „Vierseenblick“ bei Boppard

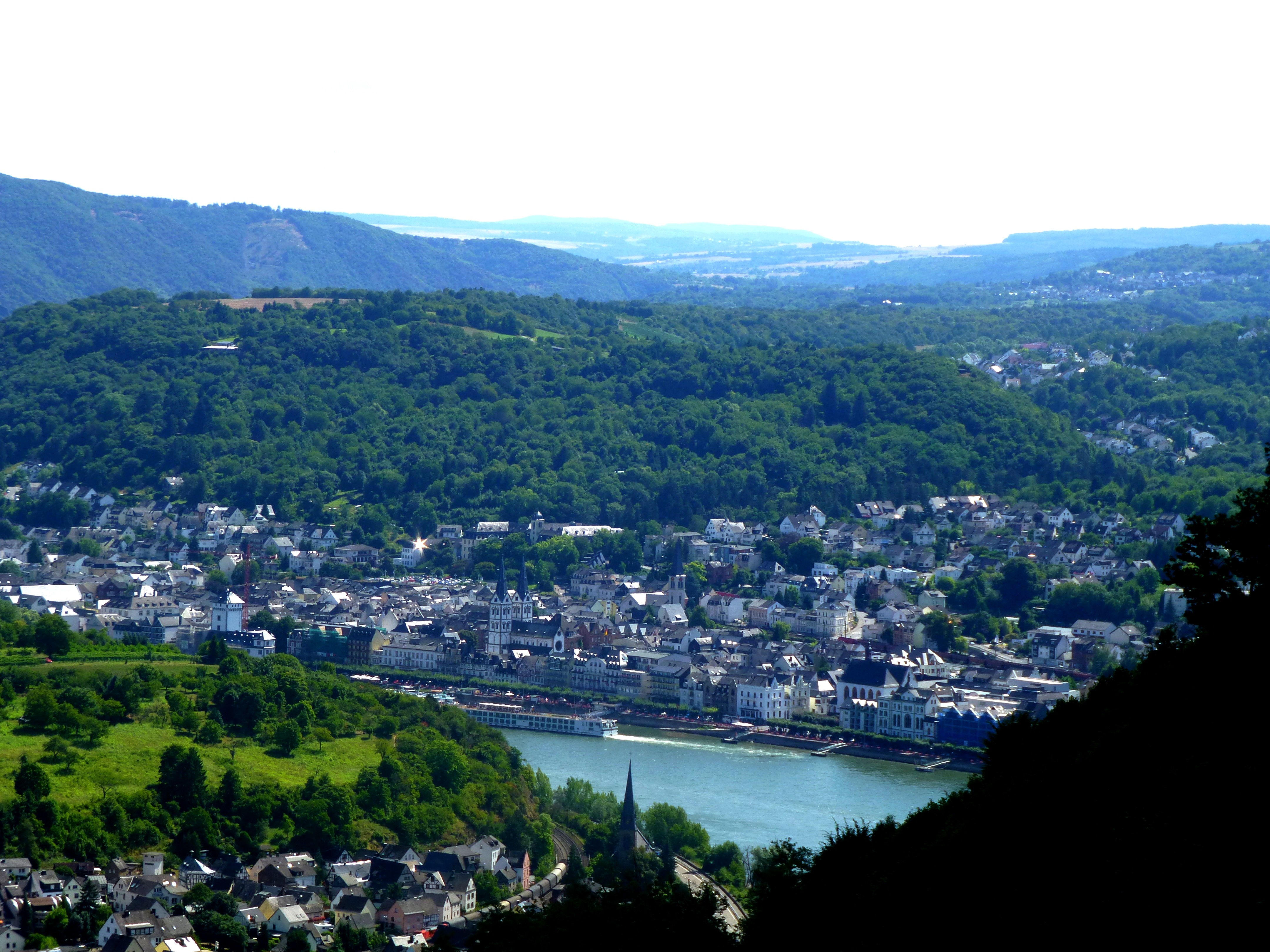
Blick vom „Vierseenblick“ Richtung Boppard

- Durch die Hanglagen des Hamms führt ein Weinlehrpfad. In der Hauptsaison werden durch ortsansässige Winzer regelmäßig geführte Weinwanderungen angeboten.
- Am oberen Rand der Hänge liegt nahe Boppard der Vierseenblick, der Name hat seinen Ursprung darin, dass das Rheintal von diesem Punkt aus betrachtet so aussieht, als bestünde es aus vier Seen. Tatsächlich kommt diese Aussicht dadurch zustande, dass der eine Schleife fließende Rhein an bestimmten Stellen durch die umgebende Landschaft verdeckt wird. Dagegen hat man vom nahegelegenen Gedeonseck einen Ausblick über die komplette Rheinschleife sowie die Weinberge und die Stadt. Beide Aussichtspunkte verfügen über ein gastronomisches Angebot und sind von Boppard aus mit einem Sessellift zu erreichen.
- Ebenfalls oberhalb des Bopparder Hamms liegt das Golfhotel Jakobsbergerhof.
- Am linken Rheinufer in der Nähe von Spay befindet sich der Campingplatz Sonneneck.
- Der Bopparder Hamm dient bei Rhein in Flammen am zweiten Samstag im August jeden Jahres als Sammelpunkt und Aufstellfläche für den über 70 Schiffe umfassenden Schiffskorso, der im Rahmen der Veranstaltung bis nach Koblenz fährt.
- Seit 1997 findet in den Weinbergen jährlich am letzten Aprilsonntag die Großveranstaltung Mittelrheinischer Weinfrühling statt.
- Im Sommer 2006 wurde in Zusammenarbeit mit dem Deutschen Alpenverein der Mittelrhein-Klettersteig Boppard geschaffen. Der Klettersteig enthält elf Kletterpassagen an steilen Felswänden, die Gesamtgehzeit beträgt zweieinhalb bis drei Stunden.
- Im Sommer 2022 wurde im Bopparder Hamm eine Weinbergsschaukel errichtet

## Flora und Fauna
Im Bopparder Hamm befindet sich das weltweit einzige Vorkommen der Iberis linifolia subsp. boppardensis, der Bopparder Schleifenblume, außerdem eines der nördlichsten Vorkommen der Westlichen Smaragdeidechse.

## Gemeinden am Bopparder Hamm
- Linksrheinisch
  - Boppard
  - Spay
- Rechtsrheinisch
  - Filsen
  - Osterspai